# RMW
Bleha en RMW zijn Duitse historische merken van motorfietsen en fietsen van dezelfde producent.

## Bleha
De bedrijfsnaam was: Motor- und Fahrradwerke Bleha GmbH, Neheim-Ruhr.
Deze van oorsprong fietsenfabriek was opgericht door Karl Haardt en zijn compagnon Blecker. Ze maakten vanaf 1924 motorfietsen met 142cc-DKW-motoren en eigen 247cc-tweetakten. De frames waren echter van bedenkelijke kwaliteit en de motorfietsen waren zelfs voor die tijd al verouderd. Het merk Bleha werd dan ook geen succes.

## RMW
In 1925 verliet Blecker het bedrijf en veranderde de naam in "RMW".
De bedrijfsnaam was: Ravensberger Motorrad Werke GmbH, later Ruhrtal Motorrad Werke GmbH, Neheim-Ruhr.
Na het vertrek van Blecker trok men de constructeur Wilhelm Schalitz (die bij Büssing gewerkt had) aan en begon men met de productie van 132- en 148 cc tweetakten. Later bouwde RMW echter veel modellen met blokken tot 499cc-van JAP, Sturmey-Archer, Moser, Bark en Küchen, hoewel er ook nog goede eigen tweetakten werden gebouwd. De productie eindigde pas in 1952.
RMW was ook eigenaar van het motorfietsmerk Phoenix in Wenholthausen.